# سون وو هیون
سون وو هیون (کره‌ای: 손우현؛ زادهٔ سون هیون سوک (손현석) در ۳۰ نوامبر ۱۹۸۹) بازیگر، خواننده و ترانه‌پرداز اهل کره جنوبی است. سون نخستین بار در سال ۲۰۱۱ به عنوان عضوی از گروه پسرانه اکس‌فایو با نام هنری گون فعالیتش را آغاز کرد و این گروه در سال ۲۰۱۲ منحل شد. او سپس در فیلم‌ها و مجموعه‌های تلویزیونی مختلفی از جمله زندگی کن (۲۰۱۸)، گل نوکدو (۲۰۱۹)، لمس (۲۰۲۰)، موش (۲۰۲۱) و قاشق طلایی (۲۰۲۲) ایفای نقش کرد.

## فیلم‌شناسی

### مجموعه تلویزیونی
| سال  | عنوان                             | نقش               | توضیحات                              | منابع                   |
| ---- | --------------------------------- | ----------------- | ------------------------------------ | ----------------------- |
| ۲۰۱۱ | خانم ریپلی                        | خودش              | حضور ویژه به عنوان اکس‌فایو، (قسمت ۳) | [ ۴ ] [ ۵ ] [ ۶ ] [ ۷ ] |
| ۲۰۱۱ | جاسوس میونگ وول                   | کارآموز           | (قسمت ۹–۱۰)                          | [ ۸ ] [ ۹ ]             |
| ۲۰۱۶ | وزش نسیم                          | معاون یون         |                                      | [ ۱۰ ] [ ۱۱ ]           |
| ۲۰۱۸ | زندگی کن                          | افسر پلیس گشت     | حضور ویژه                            | [ ۱۲ ]                  |
| ۲۰۱۸ | فقط برقص                          |                   | حضور ویژه                            | [ ۱۳ ] [ ۱۴ ]           |
| ۲۰۱۹ | گل نوکدو                          | لی گیو ته         |                                      | [ ۱۵ ] [ ۱۶ ] [ ۱۷ ]    |
| ۲۰۱۹ | دراما استیج فصل ۳                 | چو جه یونگ        | قسمت: زنی با خونریزی گوش             | [ ۱۸ ] [ ۱۹ ]           |
| ۲۰۲۰ | لمس                               | لی هیون جون       |                                      | [ ۲۰ ] [ ۲۱ ]           |
| ۲۰۲۰ | افسانه نه دم                      | جونگ هیون وو      | حضور افتخاری (قسمت ۲، ۹، ۱۶)         | [ ۲۲ ] [ ۲۳ ]           |
| ۲۰۲۱ | موش                               | کیم جون سونگ      | حضور افتخاری (قسمت ۳–۴، ۱۸)          | [ ۲۴ ] [ ۲۵ ]           |
| ۲۰۲۱ | خواهران انقلابی                   | نا پیون سونگ      |                                      | [ ۲۶ ] [ ۲۷ ] [ ۲۸ ]    |
| ۲۰۲۱ | ویرانگر در خدمتگزاری شما حاضر است | سیبریا (رمان‌نویس) | حضور افتخاری (قسمت ۳)                | [ ۲۹ ] [ ۳۰ ]           |
| ۲۰۲۲ | قاشق طلایی                        | جانگ مون گی       |                                      | [ ۳۱ ]                  |